# Lucena
Lucena es una ciudad y un municipio español de la provincia de Córdoba, Andalucía. El municipio tiene una superficie de 352.05 km². Se encuentra situada a una altitud de 487 metros y a 67 kilómetros de la capital de provincia, Córdoba. Cuenta con una población de 43 086 habitantes (INE 2024).
Por su pasado judío también es conocida como "Perla de Sefarad". Además, es de las pocas ciudades de España que ostenta el título de “mariana” debido a la gran devoción que se le profesa a su patrona, María Santísima de Araceli. Esta fue nombrada Patrona en 1851 y Alcaldesa Perpetua en 1955.
Su nombre proviene del hebreo Eli ossana אלי הושענא, "Dios nos salve", nombre con el cual fue llamada originalmente por los judíos, mientras que los musulmanes la denominaban اليشانة Al-Yussana. Se trata de la principal población en términos demográficos y económicos de la provincia tras la capital y está situada en un importante nudo de comunicaciones de carreteras.

## Geografía
El término se emplaza al sur de la provincia de Córdoba, en una posición estratégica entre las comarcas de la Subbética, la Campiña Sur y el curso medio del Genil. Cuenta con las pedanías de Jauja (1080 habitantes) y Las Navas del Selpillar (967 habitantes), aunque también existen algunos núcleos de población diseminados como Campo de Aras, Las Erillas, La Tajea y El Cristo Marroquí en los que vive muy poca población censada en Lucena.

### Cultivos
La estructura agraria lucentina se basa sustancialmente en el sistema de monocultivo olivarero (siendo el término municipal de Lucena uno de los que más olivos posee de toda Andalucía) propio de la Subbética andaluza donde subsisten áreas menores de cultivo cerealista, que se compatibiliza con la producción vitivinícola. El cultivo de regadío, de pequeña implantación en la zona, se localiza puntualmente en la vega del Río Genil (huertas de Jauja) y en las de los arroyos Rigüelo y Horcajo.
De las 3263 ha que abarca el Municipio algo más del 95 % corresponden a tierras de cultivo. El olivar ocupa 26 700 ha (76,50 %), el viñedo 2200 ha (6,30 %) y el resto está compartidas las herbáceas y barbechos el 11,90 %. El regadío, de escasa entidad, representa tan sólo el 0,7 % del término.

### Hidrografía
Prácticamente la totalidad del término pertenece a la cuenca del Genil, que lo limita al sur y sur-oeste. El mayor drenaje del término lo constituye el propio río Genil, localizándose este en la aldea de Jauja. Otro río importante es el Anzur, que lo cruza de este a oeste, desembocando en el Genil, en el embalse de Cordobilla. El río Lucena sería el tercero en importancia, al norte del término, uno de cuyos afluentes, el arroyo Rigüelo, drena a la ciudad; también cruza al término por el norte de este a oeste y desemboca junto al Anzur en el embalse de Cordobilla.
Lucena se integra en el importantísimo complejo lagunar del sur de Córdoba con las Lagunas Amargas y los Jarales como reservas integrales y las lagunas semidesecadas Dulce, Vadohondo y Taraje, todas ellas catalogadas. La unidad se completa con el embalse del Malpasillo como zona húmeda transformada.
La red de espacios naturales del territorio de Lucena se configura definitivamente con las colas del embalse de Cordobilla y el propio río Genil como complejos ribereños de interés ambiental y, por último, como elemento geográfico de gran interés, el complejo serrano de la Sierra de Araceli, al sur del propio municipio de Lucena.

### Climatología
El clima de Lucena, como el resto del interior de la provincia de Córdoba, se caracteriza por la alternancia anual de periodos secos y húmedos. Las temperaturas son bastante extremas, con máximas que sobrepasan los 42 °C y mínimas de 2 °C y 3 °C bajo cero. Las temperaturas medias son:
- Primavera: 22 °C
- Verano: 36 °C
- Otoño: 18 °C
- Invierno: 10 °C

La pluviosidad máxima diaria está sobre 75 litros por metro cuadrado, no siendo raro en época húmeda, que se superen los 40 litros por m² y día, lo que se traduce en una importante fuerza erosiva para suelos desprotegidos, máxime en pendientes acusadas.
Últimamente vienen siendo habituales fuertes tormentas estivales, que han dejado graves daños en el término municipal de Lucena.

### Espacios verdes
En la ciudad se pueden encontrar bastantes zonas verdes y parques infantiles en las plazas del casco urbano, también como toda ciudad en expansión la mayoría de las zonas de ampliación de Lucena cuentan con grandes y espaciosos jardines que dan vitalidad a la zona.
Los más grandes e importantes son: El Paseo de "Rojas". Este es el parque más antiguo y emblemático de la ciudad contando con una amplia zona de juegos infantiles, un estanque con surtidores de agua y una gran pérgola musical en la que se producen actuaciones en verano. En el centro se encuentra la Plaza de España conocido popularmente como Paseo del Coso en el que hay gran variedad de árboles y zonas ajardinadas para el disfrute de los vecinos. Hace poco se inauguró el nuevo parque periurbano de Lucena que se encuentra situado al oeste de Lucena y tiene una superficie de 40 000 m² de zonas ajardinadas con césped y palmeras y pasó a ser la mayor superficie ajardinadas de Lucena. Cerca de la plaza de toros se ha creado un gran pulmón verde en el que hay plantados cerca de 1000 árboles que cuando crezcan harán de ese lugar el idóneo para pasear.

## Historia

### Época romana
El 44 a. C., se ve envuelta en la guerra civil entre Julio César y los pompeyanos, con la última batalla, la de Munda, en sus cercanías.

### Periodo musulmán
Su papel en la primera época musulmana es extremadamente relevante por ser núcleo principal de la población judía en al-Ándalus. De hecho, Lucena estuvo habitada exclusivamente por judíos entre los siglos IX y XII. Existió en ella una importante escuela universitaria judía, muchos de cuyos sabios viajarían posteriormente a Toledo a fundar la Escuela de Traductores. De la época judía queda un elenco de pequeñas y estrechas calles en el centro de la localidad, alrededor de la antigua sinagoga, llamada la Judería (siglos IX al XI), así como una necrópolis judía descubierta en 2006.
Hacia 1124 el rey Alfonso I de Aragón el Batallador, conociendo la insatisfacción de la numerosa población cristiano-mozárabe en territorio musulmán, ante el aumento del fanatismo religioso de la nueva corriente religiosa norteafricana almorávide, se interna en Andalucía, recorre Alcalá la Real, Luque, Baena, Écija, Cabra y Lucena. Vence a Abu Bakr, hijo del emir Alí ibn Yúsuf, en Arnisol, Arinzol o Aranzuel, según las fuentes, actual Anzur (hoy del municipio de Puente Genil), el 10 de marzo de 1126. Acompañado de numerosos cristiano-mozárabes liberados, puede que entre ellos algunos lucentinos, regresa al reino de Aragón donde se asientan. Los mozárabes de al-Ándalus que no huyeron a Aragón, en represalia, serían castigados duramente y en su mayor parte deportados al norte de África.
En 1148 la “Ciudad de los Judíos” fue invadida y arrasada por los almohades, ante la negativa de aquellos de convertirse al Islam. Los supervivientes se dirigieron hacia el norte, encontrando en Toledo la tolerancia necesaria para erigir otra comunidad donde la cultura judía pudo desarrollarse en gran manera.

### Conquista cristiana
En 1240, la ciudad fue tomada por Fernando III de Castilla, quien la donó al obispo y al cabildo de la catedral de Córdoba, quienes a su vez, la permutaron, en 1342, a doña Leonor de Guzmán, amante de Alfonso XI, por otros bienes rústicos e inmuebles en Córdoba.
Tras la Primera guerra civil castellana, en 1371, el primer Trastámara, Enrique II, la entregó en señorío a Juan Martínez de Argote, de quien pasará a su hija María Alfonso de Argote que, al contraer matrimonio con Martín Fernández de Córdova, vinculó Lucena a los de este apellido en su rama de los Alcaides de los Donceles, permaneciendo invariablemente como avanzada castellana en la frontera con el Reino nazarí de Granada hasta 1492. Ese mismo año se produjo la Expulsión de los judíos de España, que constituía el mayor grupo demográfico de la localidad.
En 1483, el último emir de Granada, Boabdil el Chico, fue apresado en el transcurso de la batalla de Lucena. Estuvo preso en una de las torres del castillo de Lucena o castillo del Moral, en la torre del Moral.

### Historia moderna y contemporánea
En 1618, Lucena obtuvo, por parte de Felipe III, el título de ciudad, convirtiéndose a lo largo del siglo XVII en una de las localidades más importantes de Andalucía.
Durante la Guerra de Sucesión tomó partido por Felipe de Borbón, Duque de Anjou, colaborando activamente a favor de su causa; por este motivo y por la aportación de milicias y dinero para la recuperación de Gibraltar, su Majestad don Felipe V la premió en 1712 con las calificaciones de "Muy Noble y Muy Leal".
Durante la Edad Moderna, Lucena estuvo sometida al dominio señorial de los marqueses de Comares, vinculados al Ducado de Medinaceli desde 1680. Las imposiciones y abusos señoriales desataron el malestar y la protesta de los lucentinos, que tras un largo pleito obtuvieron en 1767 la reversión de la jurisdicción, el señorío y el vasallaje de la ciudad a la corona, alegando que el señorío no se había transmitido mediante sucesión directa (como había establecido la merced concedida por Enrique II) en varias ocasiones.
La Junta de Gobierno de Lucena en la Guerra de la Independencia contra Napoleón tuvo un destacado protagonismo.
Lucena llegó a contar con una estación de ferrocarril perteneciente a la línea Linares-Puente Genil, la cual no entraría en servicio en su totalidad hasta 1893. La pedanía lucentina de Navas del Selpillar también llegó a contar con otra estación de ferrocarril. Sin embargo, este ferrocarril sería clausurado en 1984.
A partir de 1975, la localidad comenzó un rápido crecimiento económico convirtiéndose en uno de los principales centros industriales de Andalucía, destacando la producción agrícola de aceitunas, la industria vinícola (Denominación de Origen de Montilla-Moriles) y la industria de fabricación de muebles.

## Demografía
Lucena cuenta con una población de 43 086 habitantes (INE 2024).
| Gráfica de evolución demográfica de Lucena entre 1842 y 2021                                                        |
| |
| Población de derecho según los censos de población del INE Población de hecho según los censos de población del INE |

## Economía
Adquiere gran importancia la industria de fabricación de maquinaria de frío comercial, frío industrial y climatización, muy por delante de la industria olivarera y de fabricación de muebles.

### Sector terciario
Lucena es cabecera de comarca, incluyendo en su área unos 175 600 habitantes del sur de la provincia de Córdoba. Su principal actividad es la industria del mueble y distribución de frío industrial. Cuenta con diferentes centros comerciales e hipermercados.

### Evolución de la deuda viva municipal
El concepto de deuda viva contempla sólo las deudas con cajas y bancos relativas a créditos financieros, valores de renta fija y préstamos o créditos transferidos a terceros, excluyéndose, por tanto, la deuda comercial.
| Gráfica de evolución de la deuda viva del Ayuntamiento de Lucena entre 2008 y 2023     |
|                                                                                        |
| Deuda viva del Ayuntamiento, en miles de euros, según datos del Ministerio de Hacienda |

## Administración y política

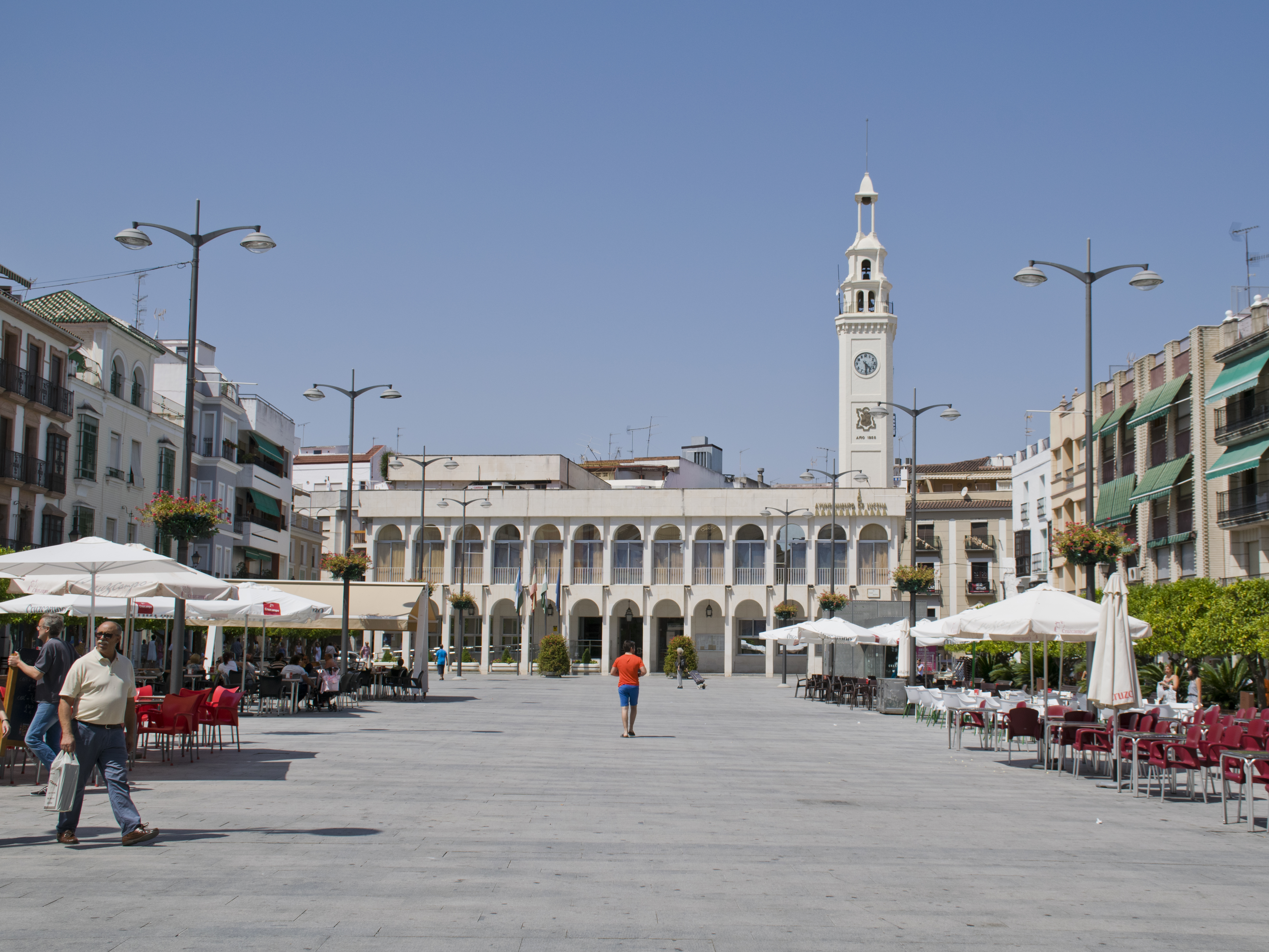
Plaza Nueva con el edificio del Ayuntamiento al fondo

Desde la celebración, en 1979, de las primeras elecciones municipales, tras la aprobación de la Constitución Española de 1978, estas han sido las personas que han ostentado la alcaldía:
| Periodo   | Nombre                          | Partido | Partido                                                 |
| --------- | ------------------------------- | ------- | ------------------------------------------------------- |
| 1979-1983 | José Gutiérrez Luque            |         | Unión de Centro Democrático (UCD)                       |
| 1983-1987 | José Gutiérrez Luque            |         | Alianza Popular (AP)                                    |
| 1987-1990 | Miguel Sánchez González         |         | Partido Socialista Obrero Español de Andalucía (PSOE-A) |
| 1990-1991 | Miguel Sánchez Sicilia          |         | Partido Popular de Andalucía (PP)                       |
| 1991-1995 | Miguel Sánchez González         |         | Partido Socialista Obrero Español de Andalucía (PSOE-A) |
| 1995-1999 | Antonio Ruiz-Canela Evangelista |         | Partido Popular de Andalucía (PP)                       |
| 1999-2011 | José Luis Bergillos López       |         | Partido Socialista Obrero Español de Andalucía (PSOE-A) |
| 2011-2023 | Juan Pérez Guerrero             |         | Partido Socialista Obrero Español de Andalucía (PSOE-A) |
| 2023-act. | Aurelio Fernández García        |         | Partido Popular de Andalucía (PP)                       |

| Partido político                                        | 2023  | 2023  | 2023       | 2019  | 2019  | 2019       | 2015  | 2015  | 2015       | 2011  | 2011  | 2011       | 2007  | 2007   | 2007       |
| Partido político                                        | %     | Votos | Concejales | %     | Votos | Concejales | %     | Votos | Concejales | %     | Votos | Concejales | %     | Votos  | Concejales |
| Partido Popular de Andalucía (PP)                       | 44,23 | 8924  | 10         | 27,35 | 5154  | 6          | 33,50 | 6147  | 7          | 40,81 | 8505  | 9          | 31,12 | 5917   | 7          |
| Partido Socialista Obrero Español de Andalucía (PSOE-A) | 28,20 | 5690  | 6          | 41,23 | 7770  | 10         | 41,05 | 7533  | 9          | 37,07 | 7726  | 9          | 53,04 | 10 085 | 12         |
| Ciudadanos (CS)                                         | 11,71 | 2364  | 2          | 9,98  | 1882  | 2          | 9,55  | 1752  | 2          | —     | —     | —          | —     | —      | —          |
| Vox                                                     | 8,29  | 1674  | 2          | 9,10  | 1715  | 2          | —     | —     | —          | —     | —     | —          | —     | —      | —          |
| Con Andalucía-Izquierda Unida (IU)                      | 5,85  | 1181  | 1          | 5,83  | 1100  | 1          | 9,17  | 1683  | 2          | 13,72 | 2860  | 3          | 9,41  | 1789   | 2          |
| Podemos Entre Tod@s                                     | —     | —     | —          | 2,30  | 434   | 0          | 5,04  | 925   | 1          | —     | —     | —          | —     | —      | —          |

## Servicios

### Sanidad
Se puede encontrar en Lucena dos centros de salud situados en el Paseo de Rojas el primero y en la Avda. de Santa Teresa el segundo. También puedes encontrar varias clínicas de salud privadas. En Lucena hay trece farmacias distribuidas por toda la ciudad.
El 6 de abril de 2006 la ciudad de Lucena se echó a la calle para reclamar un hospital para la ciudad en una manifestación que batió todos los récords de asistencia en la que más de 15 000 lucentinos salieron para pedir a la Junta de Andalucía un hospital, ya que la calidad sanitaria en Lucena había mermado.

### Educación
En Lucena hay 8 centros de educación secundaria obligatoria (7 de ellos públicos) en tres de los cuales se imparten enseñanzas de bachillerato y varios ciclos formativos. El nombre de los institutos son:
- Marqués de Comares
- Juan de Aréjula
- Clara Campoamor
- Miguel de Cervantes
- Genil
- Sierra de Aras
- La Purísima (concertado)

También hay 11 colegios públicos de educación primaria:
- El Carmen
- El Prado
- Virgen del Valle
- Nuestra Señora de Araceli
- Barahona de Soto
- Antonio Machado
- Al Yussana
- San José de Calasanz

Existe también una residencia escolar llamada Miguel Álvarez de Sotomayor.
Hay en la ciudad varios colegios concertados, siendo el más antiguo y conocido el de la Purísima Concepción que lleva varios siglos en la ciudad. También hay una residencia escolar para discapacitados llamada AMARA que ha cumplido hace poco 40 años y que tiene anexo al complejo el colegio de educación especial San Jorge.
Igualmente se imparten enseñanzas de iniciación, elementales y profesionales de música en su escuela municipal de música y danza y en el conservatorio profesional de música Maestro Chicano Muñoz. Por otra parte, Lucena cuenta también con una escuela oficial de idiomas.

### Transporte
Lucena se encuentra muy bien comunicada por carretera. Históricamente ha pasado por su lado oeste la N-331, que le daba acceso directo con Málaga y con la ciudad de la Mezquita (Córdoba). Además se encontraba en el eje vertebrador oeste-este de la zona sur cordobesa, la autonómica A-340 (hoy A-318 y A-339 principalmente).
La situación actual es más prometedora si cabe, ya que se encuentra al lado de la recién construida autovía A-45 (Córdoba–Málaga) que pasa cerca de la zona oeste de la ciudad, y la Autovía del Olivar (Estepa–Úbeda) que pasa junto al casco urbano de la ciudad, ya que a pocos metros se encuentra la avenida Miguel Cuenca que la une con el centro de la ciudad y en la que se destaca un gran viaducto de 140 m con mucha vistosidad, convirtiéndose en una especie de circunvalación, popularmente llamada "L-30". Otra vía, ésta un poco menos importante, es la A-331, que la une con Rute e Iznájar. También se puede llegar a Rute por la carretera que sube a la Sierra de Aras (CO-6218), que enlaza con las comarcales CO-7216 y CO-7218, llamada popularmente carretera de Las Salinas, que a su vez están unidas por la carretera provincial CP-18.

#### Distancias por carretera
Algunas distancias entre Lucena y otras ciudades:
| Ciudades  | Distancia (km) | Ciudades  | Distancia (km) | Ciudades | Distancia (km) | Ciudades  | Distancia (km) |
| --------- | -------------- | --------- | -------------- | -------- | -------------- | --------- | -------------- |
| Antequera | 53             | Linares   | 135            | Cádiz    | 234            | Madrid    | 421            |
| Córdoba   | 69             | Granada   | 140            | Almería  | 303            | Valencia  | 548            |
| Jaén      | 91             | Sevilla   | 153            | Badajoz  | 331            | Zaragoza  | 725            |
| Málaga    | 101            | Algeciras | 227            | Murcia   | 414            | Barcelona | 888            |

#### Autobuses urbanos
Lucena cuenta en la actualidad con 3 líneas de autobús que recorren la mayoría de puntos de la ciudad pasando por todos los barrios de la localidad. El servicio de autobuses urbanos está servido a través de Viajes Delgado que aparte de este servicio público en Lucena también cuenta con autobuses privados.
- Línea 1: Cuenta con 18 paradas en todo su recorrido.
- Línea 2: Cuenta con 13 paradas y recorre el centro urbano y casco histórico de Lucena.
- Línea 3: Cuenta con 21 paradas y recorre toda la periferia uniendo la Avda. de la Guardia Civil con la Avda. de Blas Infante.

## Cultura, Patrimonio y Turismo

### Patrimonio civil

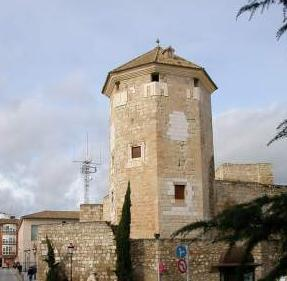
El castillo del Moral, junto a la plaza Nueva. Aquí fue encarcelado el último emir de Granada: Boabdil

Patrimonio Histórico Andaluz
Castillo del Moral

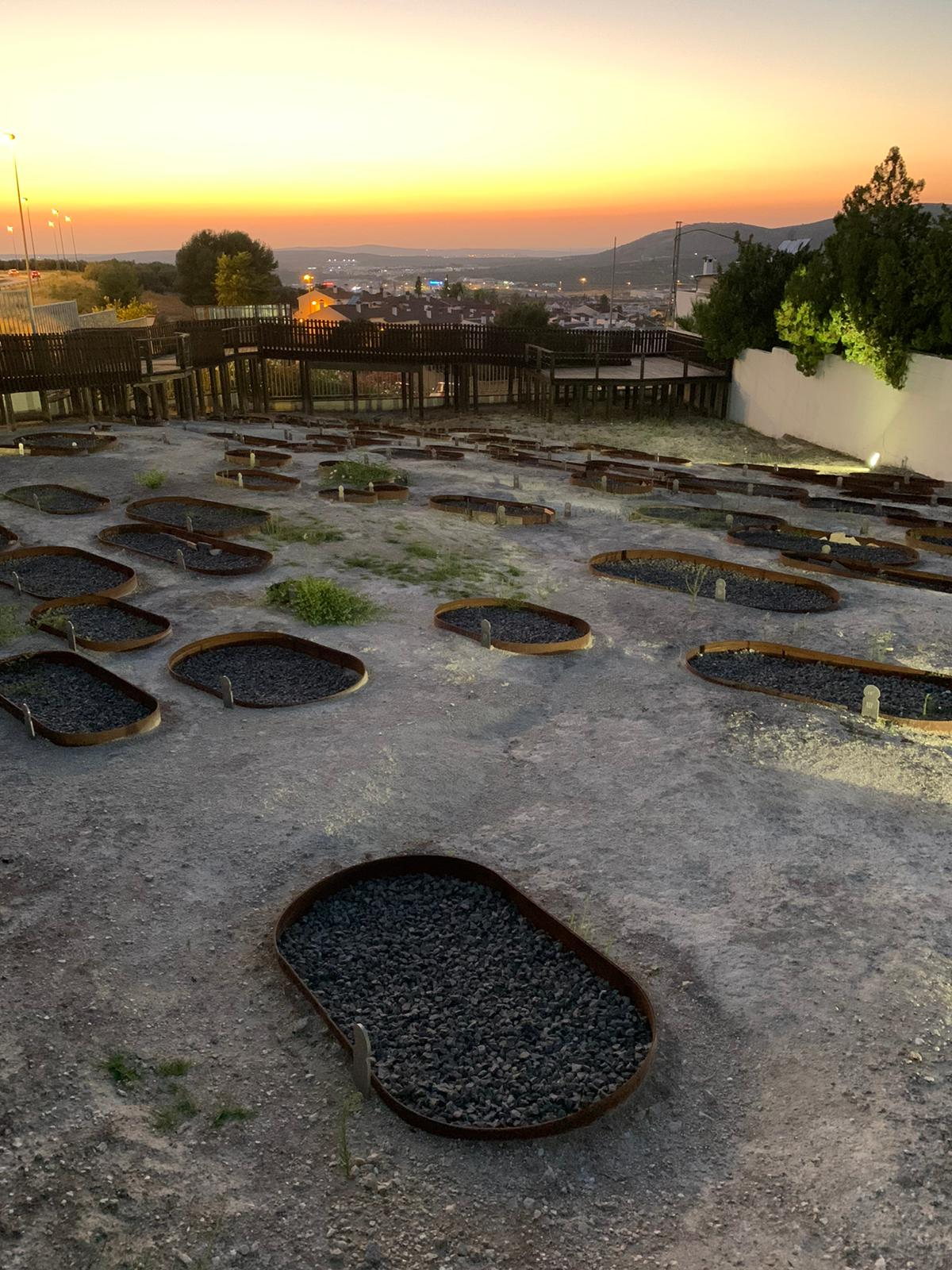
La necrópolis judía de Lucena muestra la relevancia de la ciudad en época hebrea, cuando era conocida como la "perla de Sefarad

Ubicado junto al paseo del Coso, antigua plaza situada fuera de sus murallas, es Monumento Histórico Nacional. Su parte más antigua, la correspondiente a su parte central, fue edificada probablemente en el siglo XI durante la época judía de la ciudad. La fábrica es de planta cuadrada con torres en las esquinas. Entre estas últimas destaca la torre del Moral, de planta octogonal y que conserva su cubierta barroca, y la torre del Homenaje, celda que fue del rey granadino Boabdil el Chico, capturado en la batalla del Martín González a manos del regidor lucentino Martín Hurtado. Cuando Lucena dejó de ser frontera con el reino nazarí de Granada, el castillo perdió su carácter militar pasando a ser residencia de los señores de Lucena, que más tarde serían también, además de marqueses de Comares, duques de Cardona y de Medinaceli. Actualmente alberga el Museo Arqueológico y Etnológico de la Ciudad.
Necrópolis judía
Alfar romano de los Tejares
Palacio de los Condes de Santa Ana

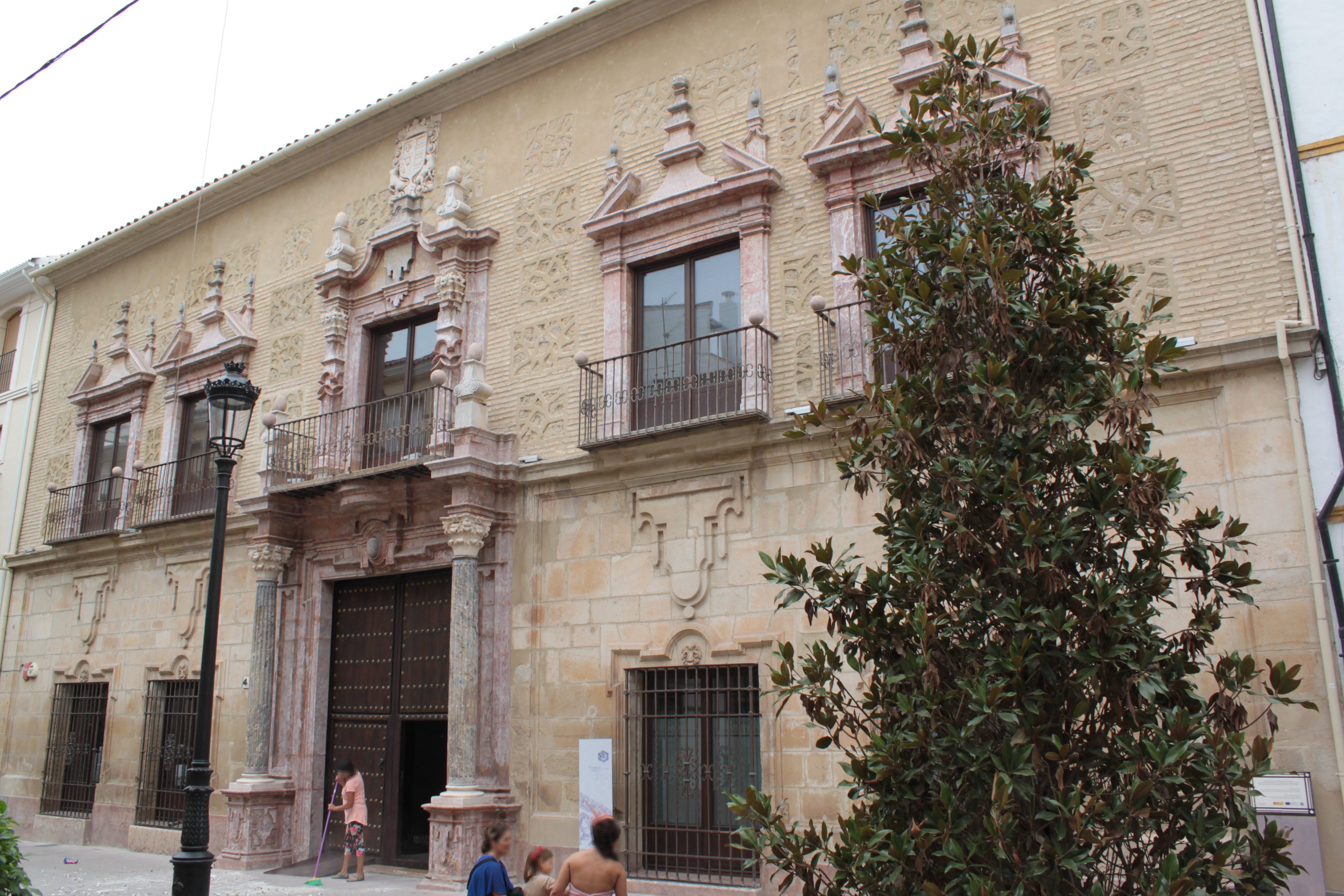
Palacio de los condes de Santa Ana

Es la casa solariega de los Mora Saavedra. Construida aproximadamente entre los años 1730 y 1750, se encuentra emplazada en la calle San Pedro y en ella intervinieron los últimos maestros lucentinos del barroco, Francisco José Guerrero y Pedro de Mena Gutiérrez.
De su arquitectura destacan, además de la magnífica fachada, sus dos patios, el segundo de ellos porticado. El edificio fue rehabilitado y dedicado a la realización de exposiciones artísticas y experiencias turísticas.
Palacio de los condes de Hust
Es un palacio del siglo XVII en el que hay que destacar su bella portada de tres cuerpos y su elegante puerta. Antigua casa solariega que perteneció a la familia Soto Flores desde mediados del siglo XVII. En 1797, la casa sería habitada por Miguel Álvarez de Sotomayor y Álvarez de Sotomayor, conde de Hust, escritor y descendiente de los Flores de Negrón. El último descendiente de Miguel Álvarez de Sotomayor y Álvarez de Sotomayor que vivió en esta casa fue Miguel Álvarez de Sotomayor y Antrás, que fue alcalde de Lucena durante el franquismo. Se encuentra situada en la Calle Flores de Negrón en plena judería lucentina. En la actualidad es la sede de la biblioteca municipal de la ciudad.
Palacio Erisana
Actualmente acoge el teatro de la ciudad y en sus instalaciones está situada la escuela de teatro Duque de Rivas.
Coso de los Donceles
Así se llama la plaza de toros de Lucena. Esta gran y joven plaza fue inaugurada el 16 de julio de 2006 con una corrida goyesca mixta en la que participaron el rejoneador Pablo Hermoso de Mendoza y los diestros Enrique Ponce, Finito de Córdoba y Manuel Díaz "El Cordobés". Ese día se llenó el aforo de la plaza que cuenta con seis mil quinientas localidades. En la feria real de ese mismo año se trajeron cuatro rematadísimos carteles. En Lucena hubo con anterioridad varias plazas de toros; una, la más antigua, fue construida en el centro en lo que hoy es la plaza de España y otra, la más reciente, estuvo construida en el Ejido del Valle. El único torero que llegó a triunfar de la localidad fue Francisco López "Parejito", que lidió su primer becerro en Cabra y llegó a presentarse en Madrid en 1922, alternando con José Carralafuente y Nicanor Villalta, alcanzando un éxito fugaz que le llevó a tomar la alternativa tres años después con Ignacio Sánchez Mejías, torero del 27, como padrino. Después marcharía a Méjico, donde alternó con Rafael Gómez "El Gallo", y también a Francia, Portugal, Italia y Hungría. Parejito, que llegó a ser recibido por Mussolini y el papa Pío XI, tuvo varias cogidas graves y, la más grave de todas –una cornada de un novillo en el bajo vientre.

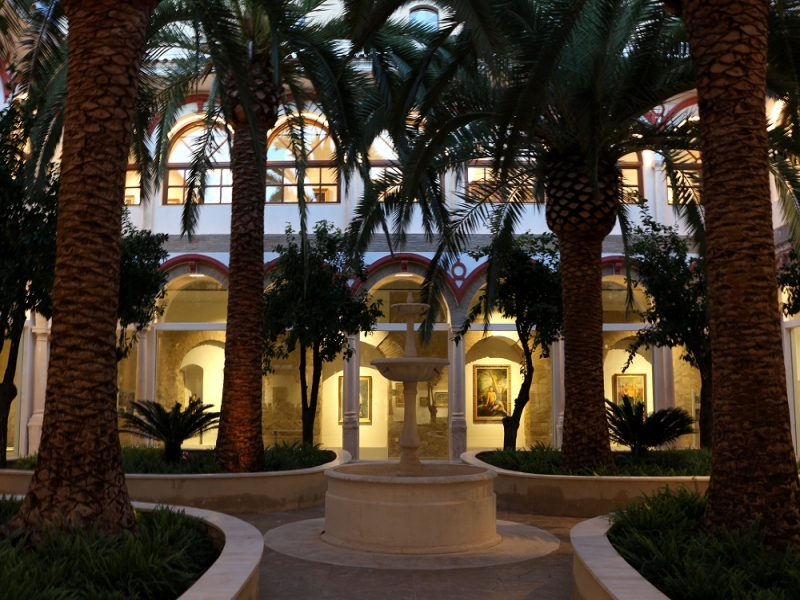
Casa de los Mora
El edificio anexo a la iglesia de San Pedro Mártir de Verona fue el antiguo convento dominico fundado en 1575 por el obispo de Córdoba y en 1836 por el decreto de exclaustración pasó a formar parte de los Bienes Nacionales. En 1844 se subastó y pasó a la propiedad de Juan de Navas García. El edificio antes de pasar a la titularidad municipal fue fábrica de anises, molino de aceite y bodega. Conserva un espléndido patio manierista porticado con arcos de medio punto y columnas sobre basamento de pedestal. En su centro conserva una fuente rodeada de jardín y palmeras. Actualmente el edificio se ha rehabilitado y se convertirá en un centro público polivalente y de servicio ciudadano. El proyecto ha recuperado el patio central porticado y un segundo patio trasero como espacios verdes abiertos para el disfrute de todos los ciudadanos. El resto del edificio se diseña de manera versátil para diversos usos funcionales tales como exposiciones, docencia, usos sociales, reuniones, etc., con un total de once salas repartidas en las tres plantas.
Otras casas señoriales y nobiliarias
Lucena es una ciudad rica en casas señoriales y nobiliarias barrocas con elegantes fachadas de piedra o de mármol y escudos. Algunas de las más  destacadas son:[cita requerida]
- Casa solariega González de Palma. Es de estilo barroco, del siglo XVIII. Destacan sus grandes escudos y mirador en la fachada. Su patio principal columnado es visitable.
- Casa palacio de los Recio Chacón (Marqueses de Campo Aras). Monumental edificio con escudos situado en la plaza Alta y Baja.
- Casa palacio de los Rico Rueda (con monumental fachada de mármoles y columnas). Es del siglo XVIII y destaca su patio columnado y la cúpula de yeserías y pinturas de la escalera. Se encuentra en la calle de las Torres.
- Casa solariega de los Polo de Lara. Del siglo XVIII. Destaca su fachada y la bellísima cúpula de yeserías policromada de la escalera.
- Casa solariega en calle Cabrillana. Barroca con portada de mármol rojo con escudos y leones.
- Existen otras casas señoriales o palaciegas en las calles San Pedro, en la calle Ancha, en la calle Condesa Carmen Pizarro, etc.
- Círculo Lucentino. Casino burgués decimonónico, situado donde antes estuvo el palacio de los Marqueses de torreblanca ( calle Julio Romero de Torres n° 1). Es visitable.
- Alfolíes ducales: pertenecían a los duques de Medinaceli. Datan del siglo XVIII o XVIII. Eran para almacenar las cosechas). Aún no son visitables en 2024.
- Fuentes públicas barrocas. En Lucena existen varios ejemplos magníficos de fuentes monumentales de estilo barroco. Destacan las de la plaza de S. Juan de Dios, la de la Plaza de la Barrera (del 1773), la de Santo Domingo, o la que está al final de la avenida del parque.

#### Patrimonio Religioso
Iglesia de San Mateo

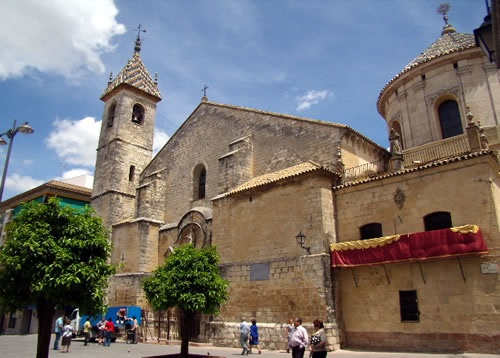
Iglesia Mayor de San Mateo

La iglesia de San Mateo está considerada una pequeña catedral y es una de las iglesias más bellas, antiguas y con más historia de la provincia de Córdoba. Se sitúa en medio de la ciudad, enfrente del ayuntamiento, separados por la Plaza Nueva.
Se deben sus trazas a Hernán Ruiz II. Es importante su retablo renacentista, de Jerónimo Hernández y Juan Bautista Vázquez el Viejo, por ser escasos los retablos de iguales características en la Baja Andalucía.
Destaca sobre todo la anexa Capilla del Sagrario. Esta magnífica obra es considerada junto con el Sagrario de la Asunción de Priego, una de las obras cumbres del Barroco andaluz. Construido entre 1740 y 1772 bajo las órdenes de Leonardo Antonio de Castro Hurtado, posee una estupenda portada de mármoles incrustados. Tiene planta octogonal y un templete central, y todo se recubre con yeserías policromadas de gran belleza realizadas por Pedro de Mena Gutiérrez.
Basílica paleocristiana de Coracho
La basílica paleocristiana de Coracho es un antiguo templo paleocristiano que fue encontrado accidentalmente durante la construcción de la autovía A-45 entre Córdoba y Málaga. Se trata de uno de los templos cristianos más antiguos hallados en la península ibérica. Fue trasladada a una nueva ubicación hasta el polígono de la Viñuela para su puesta en valor y se encuentra abierto al público desde octubre de 2008.
Monasterio de San José
Su primitivo solar estaba frente el muro del Evangelio de la Parroquia de San Mateo, en la Plaza Nueva y calle de Juan Palma. En el mes de mayo de 1612 se formó la Comunidad, que procedía de Cabra, donde habían intentado fundar, sin haberlo conseguido. La última obra en la construcción del primitivo edificio se llevó a cabo en 1641. Ya en 1931 y a causa de un fuerte terremoto, los muros del cenobio se resintieron considerablemente. En 1966 se produjo el desplome en algunas partes de la casa, de modo que no hubo más remedio que tomar medidas. Estas fueron el traslado, tras la venta del solar, a un nuevo monasterio construido en el llamado Prado de los Caballos, extramuros de la Ciudad, bajo la dirección del arquitecto José Garnelo L. de Vinuesa. En junio de 1972 estaban terminados el convento y la nueva iglesia, a la que se trasladó el primitivo retablo, que data de 1730. La comunidad conserva en la clausura gran número de obras de arte, especialmente pinturas, esculturas y ornamentos litúrgicos, que fueron expuestos en 1983 con motivo del Año Teresiano.
Iglesia de Santiago Apóstol

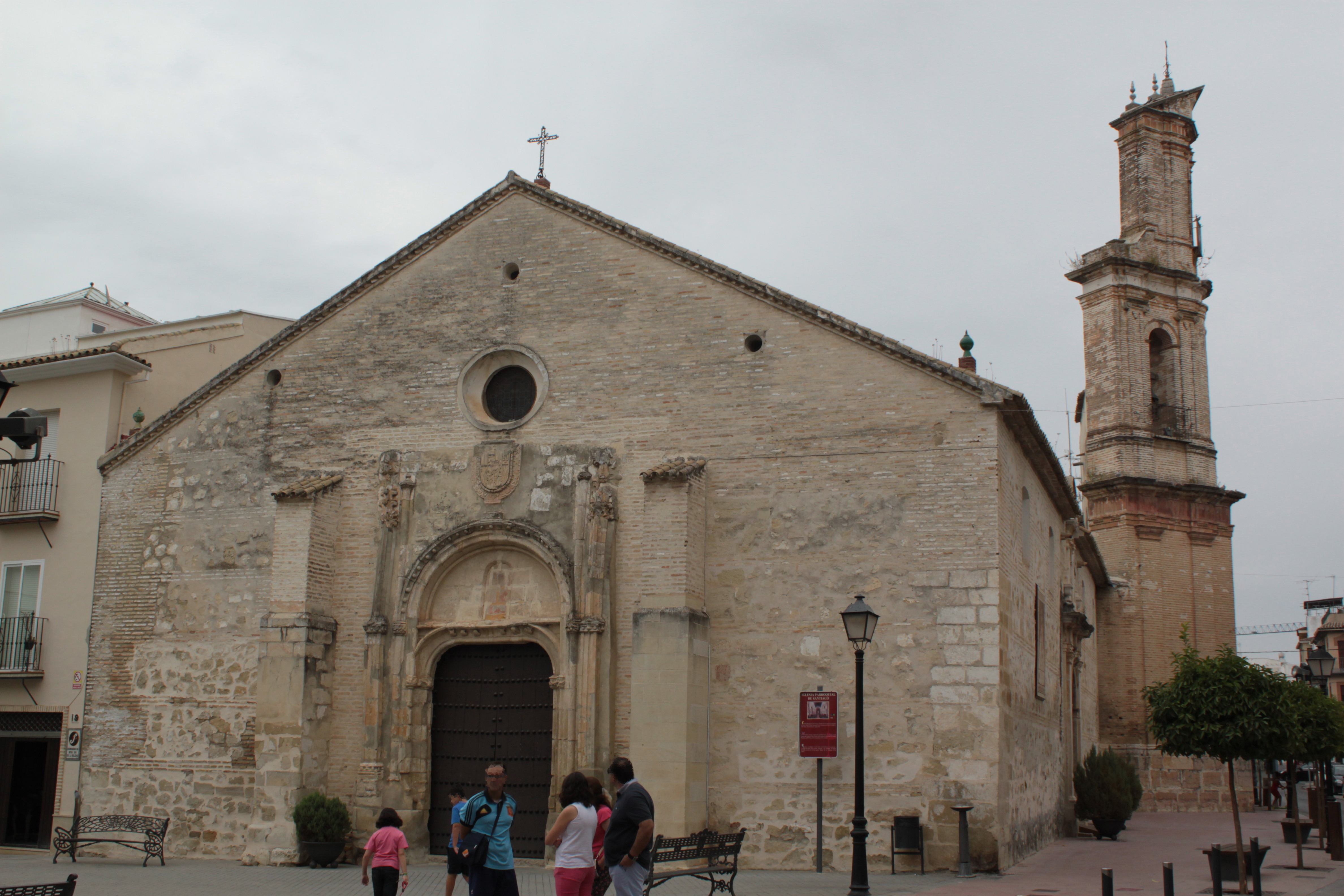
Iglesia de Santiago

La parroquia de Santiago, de estilo gótico-mudéjar, se inició en 1503, por disposición testamentaria de García Méndez de Sotomayor, el Comendador de la Orden de Santiago. Tradicionalmente se ha considerado como antigua sinagoga judía, pero posiblemente en su construcción se reutilizaron los materiales del entonces recién demolido viejo templo de San Mateo, dónde realmente pudo estar la antigua sinagoga y mezquita. La iglesia, de planta rectangular, presenta tres naves divididas por pilares octogonales que soportan arcos apuntados de ladrillo con alfiz. Las tres naves se cubren con artesonado reconstruido siguiendo el modelo del original.
De esta iglesia sale uno de los pasos más venerados y de mayor tradición santera: "La Columna". Una talla de gran belleza, obra de Pedro Roldán en 1675, y que se ha convertido en uno de los pasos más famosos de Lucena.
Iglesia de Nuestra Señora del Carmen
La parroquia de Nuestra Señora del Carmen es un claro ejemplo de la evolución arquitectónica del manierismo al barroco y de la notable influencia de lo herreriano en la arquitectura de la primera mitad del siglo XVII. Constituida como un prisma de mampostería en la fachada en la que se combina el sillar y el ladrillo, su planta es una cruz latina, respuesta a las tendencias contrarreformistas, con bóveda de medio cañón con lunetos y arcos fajones continuados a través de los muros por medio de pilastras. Una sencilla pero amplia cornisa moldurada marca la separación entre las bóvedas los muros, y precediendo a la capilla mayor se encuentra la cúpula, sobre pechinas decoradas con los blasones heráldicos de las casas de Comares y de Segorbe y Cardona. En su interior destacan la imagen de Jesús de la Humildad (atribuido a Pedro de Mena, siglo XVII) y el conjunto de la Entrada en Jerusalén, el segundo más antiguo de Andalucía y el tercero de España (Diego Márquez Vega, 1769).
Iglesia de Santo Domingo
La Parroquia de Santo Domingo fue un convento de frailes Mínimos dedicada a San Francisco de Paula. Fue construida en torno a 1730 sobre una ermita dedicada a este santo con motivo de la epidemia de peste de 1680. Con planta de cruz latina y capillas laterales, su arquitectura está basada en trazas de fray Juan Rodríguez de Ocampo. El templo dispone de dos puertas, una dedicada al santo titular y otra dedicada a la Virgen de la Victoria. Además, destaca una elegante espadaña angular construida en la fachada noreste del edificio.
El interior de la iglesia alberga un magnífico retablo barroco obra de Francisco José Guerrero, autor también de las yeserías que decoran la cúpula y las pechinas. Así mismo, alberga otras interesantes obras artísticas como la impresionante imagen del Cristo de la Sangre, elaborada con médula de maíz y madera de acacia procedente de un taller indígena de Nueva España (actual México); la talla de San José, procedente del taller granadino de José de Mora, y la imagen de San Marcos procedente de la extinta ermita de su nombre y atribuida a José de Medina. Finalmente, cabe señalar que el convento anexo al templo ha sido restaurado recientemente y convertido en un lujoso hotel. Durante el año 2007 se hicieron reformas en ciertos detalles de la misma.
Iglesia y convento de la Madre de Dios
Presenta una sencilla portada manierista que da paso a una amplia nave de planta de cruz latina, con capillas laterales, centrado en una elevada luminosa cúpula semiesférica. El altar mayor está presidido, por un bello retablo de estilo barroco salomónico, elaborado por el granadino José Matías Sánchez, sobre trazas de Leonardo Antonio de Castro. Así mismo destacan los retablos menores y una imaginería de notable interés, destacando sin duda la imagen del Crucificado de Pasión, de estilo manierista, y la de San Pedro Alcántara, atribuida con fundamento a Pedro de Mena, al igual que la de San Francisco de Asís. De la escuela de Mora es un Cristo amarrado a la columna. En la vieja capilla del sagrario se venera Nuestra Señora de las Angustias, una Piedad realizada en 1799 por Blas Molner. El convento anejo se organiza en torno a un bello patio, de planta cuadrada y de grandes dimensiones formado por dos claustros, alto y bajo, con arcadas sobre columnas dóricas en el inferior y jónicas en el superior, y centrado con una monumental fuente de planta mixtilínea y barroco pilar de doble taza, de comienzos del siglo XVII.
Iglesia de San Pedro Mártir

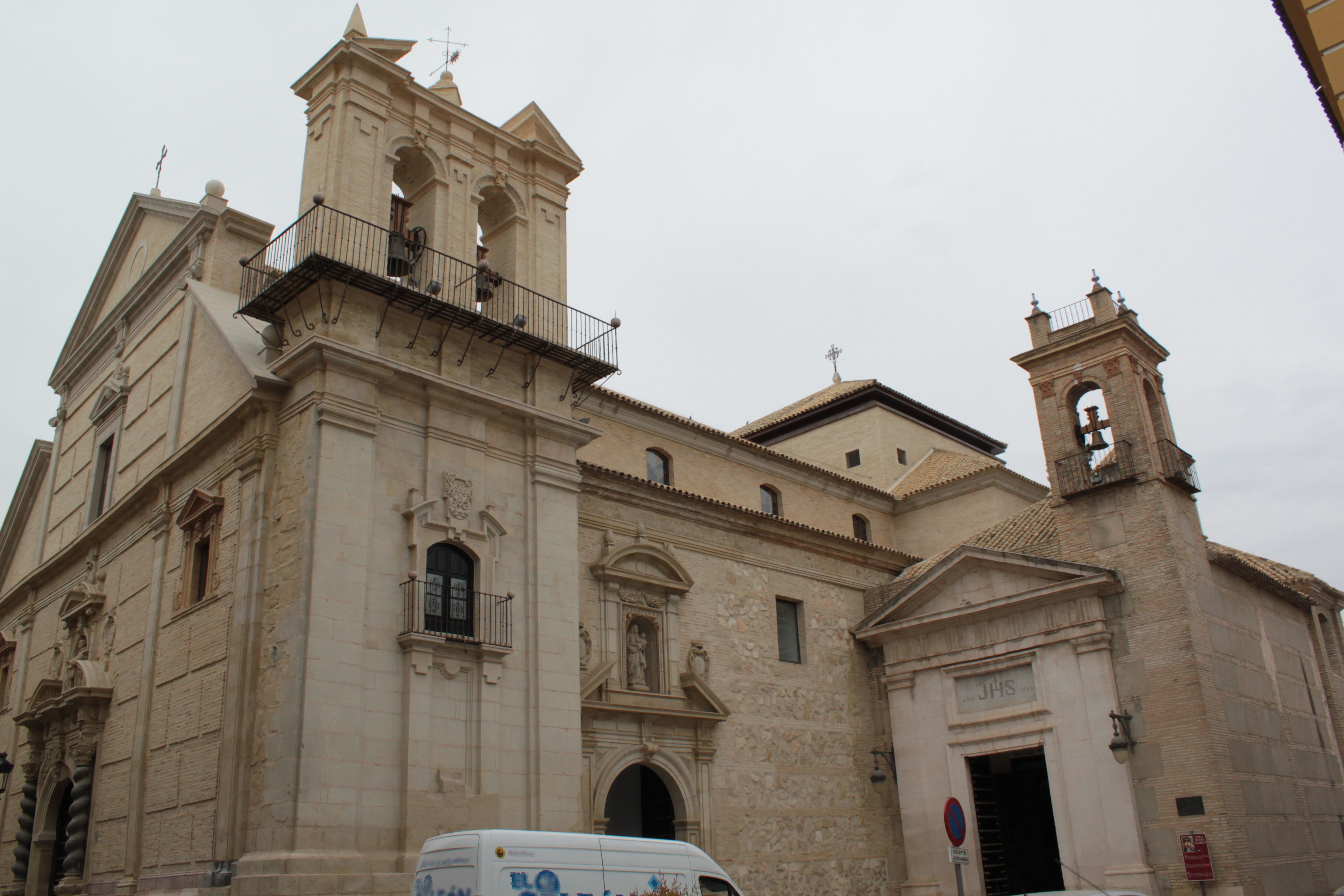
Iglesia de San Pedro Mártir y capillita de Nuestro Padre Jesús Nazareno

En la calle de su nombre, fue el templo de un antiguo convento dominico erigido en 1570 sobre una antigua ermita dedicada a Santa Catalina. Este templo se cerró al culto a mediados del siglo XIX, y poco más tarde se derrumbó, conservando únicamente dos de los muros exteriores, guardando las portadas de San Pedro de Verona y de la Virgen del Rosario, y la espadaña. Durante 2006 hasta 2014 se vinieron realizando las labores correspondientes a la restauración de los elementos originales y reconstrucción de elementos perdidos, recuperando así el segundo cuerpo de su bella fachada de sillares, la planta de cruz latina cubierta por bóveda de cañón con lunetos realizada en madera, la cúpula sobre pechinas y las capillas laterales con pequeñas cúpulas elípticas. Se procedió el 15 de marzo del año 2014 a su consagración y apertura nuevamente al culto, quedando totalmente recuperada para la Ciudad de Lucena. Se veneran en este templo el Cristo de la Misericordia de Pedro Muñoz de Toro, crucificado de principios del siglo XIX, que preside el altar mayor, Ntro. Padre Jesús Orando en el Huerto y una imagen de San Juan Pablo II que preside el columbario habilitado en el sótano de la iglesia, realizada por el imaginero lucentino Francisco Javier López del Espino y bendecida en la Plaza de San Pedro de Roma, por SS el Papa Francisco.
Guarda junto a ella la Capillita de Nuestro Padre Jesús Nazareno, de gran devoción popular en toda la comarca.
Antiguo Hospital de San Juan de Dios

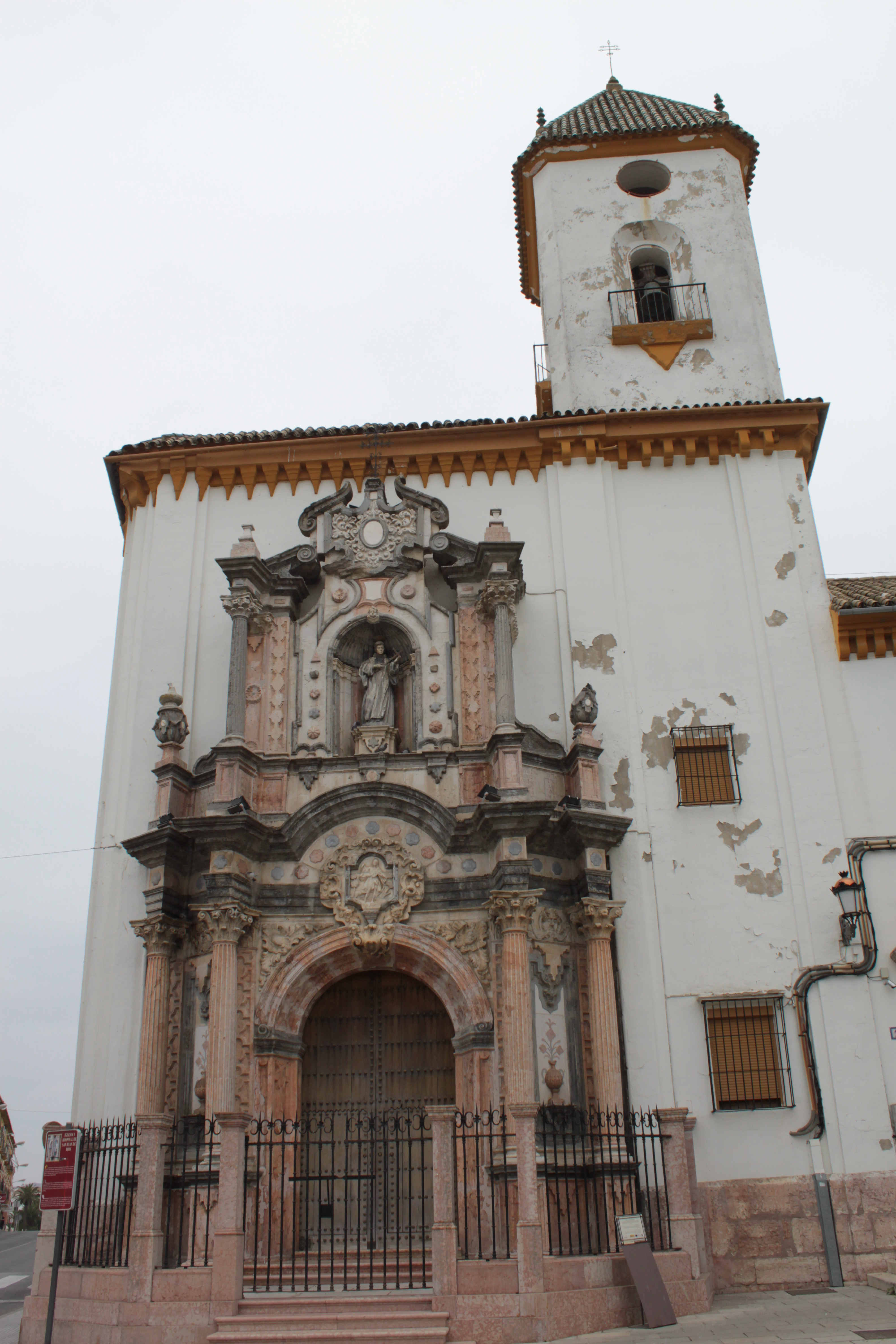
Iglesia de San Juan de Dios

Antiguo hospital construido en el siglo XVII. El acceso a la iglesia queda enmarcado por una soberbia portada de mármoles polícromos de la comarca, elaborada por los hermanos Pino Ascanio, prestigiosos canteros locales de mediados del siglo XVIII.
La iglesia presenta una sola nave con bóveda de medio cañón con lunetos, que culmina con una cúpula semiesférica decorada con yeserías. Preside el altar mayor un bello retablo realizado por Francisco José Guerrero, autor también de otros cinco retablos menores. El hospital, actualmente residencia de ancianos, se articula en torno a un gran patio central, cuyo claustro bajo, con arquerías sobre pilares, está bellamente decorado con azulejos de Manises contemporáneos de la obra, que fue inaugurada en 1754.

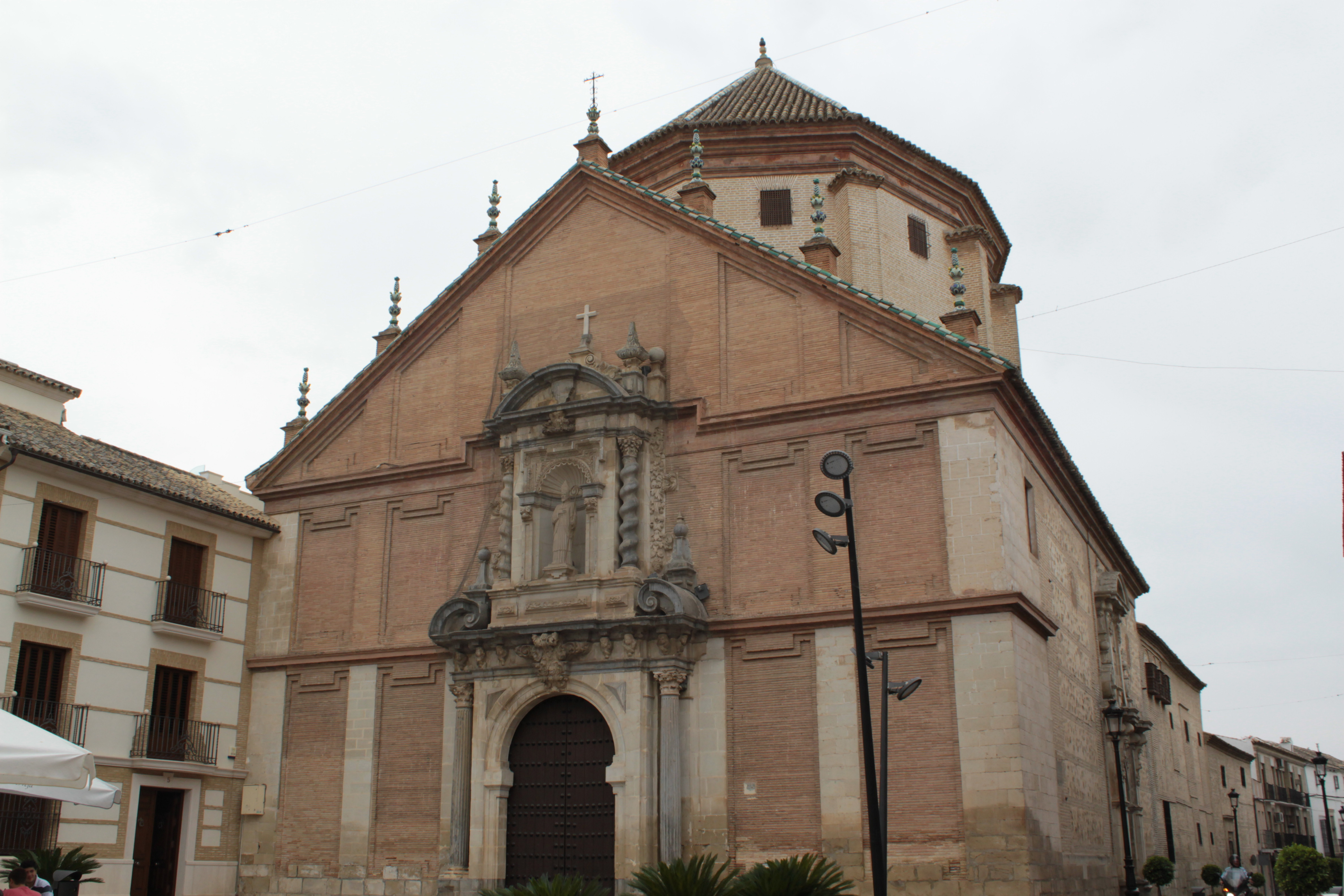
Iglesia de San Martín
Esta iglesia pertenece a una comunidad de religiosas Agustinas Recoletas, cuya fundación se remonta a 1639, aunque las obras de este extraordinario edificio se iniciaron en 1669 sobre trazas del arquitecto local Juan Trujillo Moreno, siendo culminadas en 1726, tras recibir el último impulso director por parte del arquitecto Francisco Hurtado Izquierdo, quien realizó las impresionantes portadas.
Su espacio principal es, precisamente, un monumental recinto elíptico de disposición longitudinal, esquema que también se repite en su alta cúpula elevada en tambor. En su interior destaca el retablo mayor, realizado en 1730 por Martín de los Reyes, según diseño de Francisco José Guerrero, notablemente influenciado por los modelos estilísticos de Francisco Hurtado Izquierdo. Así mismo cinco retablos menores, del mismo autor y tracista, ocupan los paramentos de la planta de la elipse. También destaca la portada exterior de dos cuerpos con columnas salomónicas, las cuales enmarcan una hornacina con escultura de San Martín de Tours, obra del escultor Francisco Julián Márquez Luque.

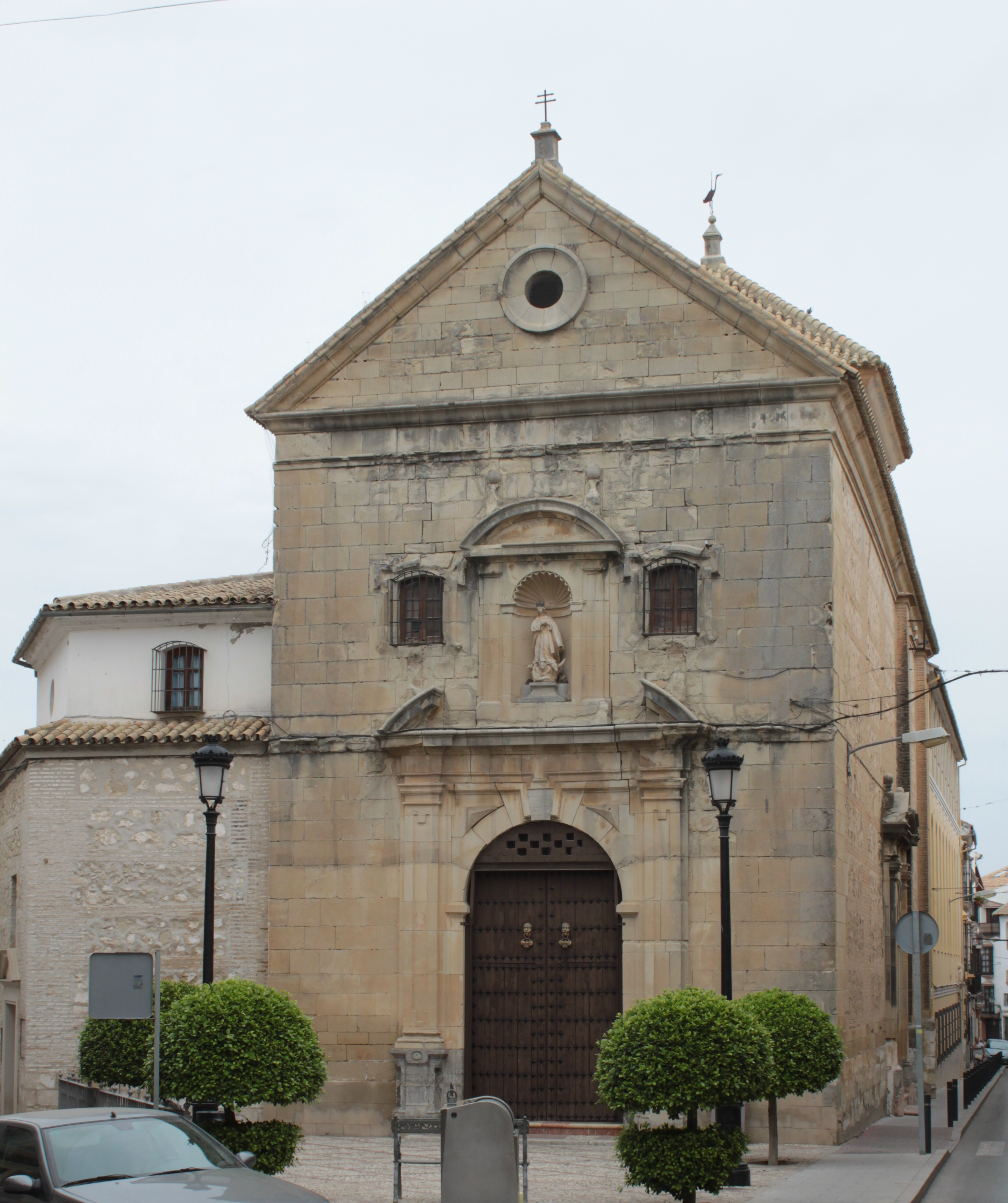
Iglesia de la Purísima Concepción
Este templo se realizó en el 1718 por Jerónimo Ramírez de Quero siguiendo las trazas del renombrado artista lucentino Leonardo Antonio de Castro.
El templo es de planta rectangular y marcado sentido longitudinal, con cinco tramos, cubiertos con bóveda de medio cañón, excepto el inmediato al presbiterio en que ostenta la cúpula sobre pechinas decoradas con hojarascas en torno a blasones heráldicos de los fundadores.
Exteriormente presenta una fachada de sillares, constituida por un paramento rectangular coronado por frontón triangular con óculo, repitiendo modelos inspirados en los esquemas herrerianos.
El retablo mayor, presidido por la imagen de la Inmaculada, fue realizado hacia 1800. Presenta claras influencias neoclásicas en su estructura y se organiza en los tres cuerpos tradicionales: banco, muy elevado, incluyendo las puertas de la sacristía, hermosamente talladas y doradas, de estilo geométrico, así como un sagrario, rematado por un frontón recto; el principal y el ático. Por último destacar la existencia de varias tallas entre las que merece destacarse la imagen de San Miguel de posible origen colonial.
Iglesia de San Felipe Neri
En el año 1885 se finalizaron las obras de esta iglesia de clara influencia neoclásica. Su fachada es de gran sobriedad con un gran paramento de ladrillo, con portada de piedra y óculo superior, todo el conjunto coronado por un frontón recto y partido, en cuyo centro se alza la espadaña, de un solo cuerpo y con dos huecos para campanas.
Interiormente es un templo de sentido longitudinal, cubierto con bóveda de medio cañón donde destaca su retablo mayor que procedía originariamente de la desaparecida iglesia conventual de Santa Ana. Este retablo se organiza en dos cuerpos donde se entremezclan elementos pictóricos y escultóricos. Todo el conjunto, datable en torno a 1700, muestra la influencia de Leonardo Antonio de Castro en las pinturas y de los modelos decorativos arquitectónicos de Francisco Hurtado Izquierdo. En ella reside la Hermandad de Nazarenos del Sagrado Encuentro, que hace estación de penitencia en la Tarde del Domingo de Ramos
Real Santuario Diocesano de María Santísima de Araceli
A unos seis kilómetros de Lucena, por la carretera comarcal CO-6218, en la cumbre de la Sierra de Aras, se encuentra un impresionante santuario barroco que guarda la imagen de la patrona de Lucena, Nuestra Señora de Araceli, traída de Roma por el II Marqués de Comares. Es patrona de Lucena y de todo el campo andaluz, es de gran devoción en todo el centro de Andalucía. Desde el santuario se pueden ver las provincias de Málaga, Córdoba, Sevilla, Granada y Jaén, y en días claros, la costa marroquí. Ante esta magnífica visión escribió el premio Nobel don Camilo José Cela:

El vagabundo, antes de entrar en Lucena, prefirió verla –en compañía de todo lo que desde allí se ve–, subido al santuario de Araceli, la atalaya de uno de los más bellos paisajes españoles. El vagabundo, desde su alto mirador, se sintió poderoso como nunca y también vagamente feliz. El andar por los caminos brinda, de vez en vez, gozos que no podrían comprarse con dinero.

Cobra especial relevancia en los tiempos de romería de subida y bajada de la virgen a la ciudad, que son en tiempo de primavera. En el año 2001 fue escenario de algunas escenas rodadas en esta ermita de la película Hable con ella del director Pedro Almodóvar.
Ermita de Dios Padre
De planta rectangular y una sola nave, fue construida en 1718 siguiendo trazas de Leonardo Antonio de Castro. Su severa fachada se encuentra culminada con frontón y espadaña. Cabe destacar en el interior del templo su cúpula, cuyas pechinas, muy decoradas a base de hojarascas de estuco, albergan los blasones de la familia Bruna y Ahumada, patrocinadores de su edificación. El retablo mayor, que muestra influencias de Leonardo Antonio de Castro y es atribuido a Diego de Ramos, se encuentra presidido por el grupo de la Santísima Trinidad.
Son de destacar en el interior de la iglesia su magnífico conjunto de pinturas murales basado en motivos fitomórficos, un lienzo de la Anunciación obra también de Leonardo Antonio de Castro; el grupo escultórico del Sagrado Lavatorio, de Pedro de Mena, y la imagen de Nuestra Señora de la Estrella, obra de José Verdiguier. Fue inicialmente dedicado a la Santísima Trinidad, llamándose Ermita de Dios Padre, Dios Hijo y Dios Espíritu Santo, pero fue acortado por tradición popular a Ermita de Dios Padre. Esta ermita fue recuperada por la cofradía de la Santa Fe.
Ermita de Nuestra Señora de la Aurora
Esta bella ermita se erigió hacia 1715 y su cofradía mantiene la tradición, tan propia de los pueblos del sur cordobés, de los campanilleros de la Aurora. La planta de la ermita es rectangular organizada en cinco tramos, correspondiendo el cuarto y el quinto a los espacios cubiertos por la cúpula y el presbiterio respectivamente.
La cúpula se eleva sobre pechinas decoradas con hojarascas de estuco enmarcando los blasones heráldicos del Patrono de la Capilla don José de Arjona y Hurtado. El retablo mayor, obra atribuible a Francisco José Guerrero, finalizado en 1759, representa en su estructura la síntesis decorativa de este retablista tan pródigo en trabajos en Lucena. El camarín realizado para la imagen de la titular entre 1756 y 1759, es de planta circular y pequeñas dimensiones, unos dos metros de diámetro, se adapta como uno a modo de ábside a la cabecera de la iglesia, profusamente decorado con rocallas, estípites, espejos y cabezas de angelotes. Todas las características de estilo de este pequeño espacio apuntan hacia el escultor y tallista lucentino Pedro de Mena y Gutiérrez, ocupado en esos momentos en las yeserías del Sagrario Mayor de San Mateo.
Capilla de Nuestro Padre Jesús Nazareno
Es de planta rectangular y su portada es arquitrabada y rematada por frontón triangular. Originalmente era una capilla perteneciente al templo anejo de San Pedro Mártir, de donde procede su denominación. Como consecuencia de la exclaustración de la comunidad dominica y de la clausura del templo de San Pedro, la cofradía nazarena añadió a la capilla otro cuerpo dentro de los mismos cánones artísticos; se cubrió con cúpula ligeramente elíptica y rebajada, y se dotó de salida independiente. La parte principal y más antigua del templo, un espacio circular de estilo neoclásico cubierto con cúpula gallonada, inició su construcción en 1758 bajo la dirección de Vicente del Castillo y el patrocinio de don Antonio Rafael de Mora Saavedra con la finalidad de que sirviera de camarín para la imagen de Nuestro Padre Jesús Nazareno, imagen anónima del siglo XVI de gran veneración en la Ciudad. Se veneran también las imágenes titulares de la hermandad de Jesús: la Virgen del Socorro, la Santa Mujer Verónica y Santa María Magdalena de Luis Álvarez Duarte (siglo XX), San Juan Evangelista atribuido a Miguel Verdiguier (siglo XVIII), la urna del Santo Entierro del lucentino Pedro de Mena Gutiérrez (siglo XVIII) y el Cristo yacente de Miguel Verdiguier, así como una imagen de Nuestra Señora del Rosario (siglo XV) encontrada en la cripta.
Convento de San Agustín
Fundado el 12 de octubre de 1639. La iglesia se acabó de construir en 1726. Intervino Francisco Hurtado Izquierdo, especialmente en el diseño de la cúpula, elíptica y muy original. Es digno de especial mención el retablo mayor, magnífica joya del barroco lucentino en óptimo estado de conservación.
Convento de San Juan de Dios

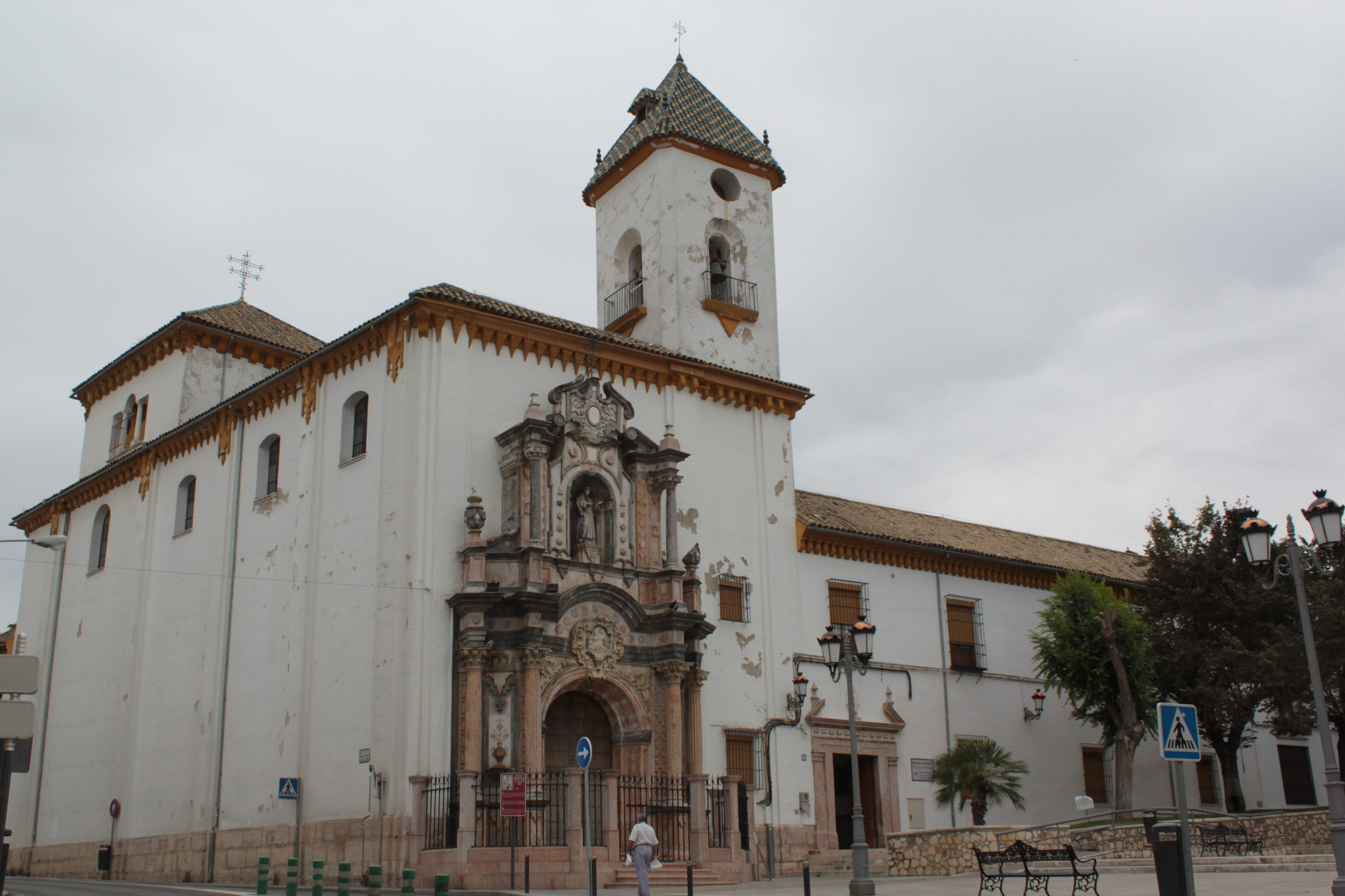
Hospital de San Juan de Dios

Es el tercero, en orden cronológico, de los conventos de la Orden Hospitalaria de San Juan de Dios. Se erige en el año 1565 y fue su fundador el venerable Frutos de San Pedro, uno de los primeros hermanos de la citada orden granadina. La iglesia fue bendecida en 1575. Posteriormente, ya en el siglo XVIII, un hijo de Lucena llegó a ser primer General Vitalicio de San Juan de Dios, Fr. Alonso de Jesús (vid.) el cual desarrolló una meritísima labor de enriquecimiento de los hospitales e iglesias fundados, así como nuevas fundaciones. La iglesia es de una sola nave cuya fachada es un verdadero retablo de mármoles y jaspes incrustados. El retablo mayor terminado en 1754 se realizó en Granada. Se da la circunstancia de que tanto la iglesia y hospital de Granada, como los de Lucena fueron realizados bajo los diseños y órdenes del arquitecto lucentino José de Bada y Navajas, y que intervinieron en su realización los mismos artistas: Raxis, Saravia, Bocanegra e incluso Alonso Cano, en la pintura, cantería de Cabello del Pino y Hurtado de Rojas. El hospital e iglesia de S. Juan de Dios de Lucena son en conjunto un importante exponente del barroquismo andaluz del s. XVIII. En la cripta de la iglesia están los restos del Venerable Frutos de San Pedro, del que se inició en su momento expediente de beatificación.
Convento de la Madre de Dios
Cenobio franciscano comenzado a edificar en el año 1550 bajo los auspicios de D. Luis Fernández de Córdova, Marqués de Comares y señor de Lucena. Llegó a ocupar casi la totalidad de la manzana en la que está inserto. El Ayuntamiento es Patronato de este convento. Contó con cátedra de filosofía y hasta los años 60 de este siglo fue seminario mayor de la Orden, en la provincia Bética. Actualmente es una muy reducida comunidad la que lo sirve. Entre las piezas artísticas que conserva se cuenta con parte de un apostolado, original de Antonio Mohedano. El diseño del retablo es de Francisco Hurtado Izquierdo. Es rico en imaginería, entre cuyo conjunto destaca la talla que representa a San Buenaventura, obra del granadino Pedro de Mena. Importante claustro.
Ermita y convento del Valle
Tiene la particularidad de ser una iglesia con una nomenclatura dispersa, siendo conocida entre la población de muy diversas maneras, Santa Marta, El Valle, Jesús Abandonado y ahora por la Sagrada Familia. Todo ello provocado sin duda por la ajetreada historia del inmueble. En la antigua ermita de Nuestra Señora del Valle, situada entonces extramuros de la ciudad, en 1713 establecieron un convento los Franciscanos Descalzos (Alcantarinos).
Tras la desamortización y supresión de conventos de 1835, el convento ha tenido varios usos, casi siempre asistenciales y benéficos. Hasta finales del siglo pasado, principios de este no fue ocupado por otra comunidad. Durante muchos años estuvo ubicado en él una Casa Asilo de los Ancianos Desamparados, a inicios de la década de 1980 se convierte en uno de los Hogares de la Obra de Jesús Abandonado, llevándose en él a cabo importantes obras de restauración. El hogar albergó a personas necesitadas y durante años estuvo dirigido y gestionado por D. Prudencio Uzar, que a su fallecimiento fue nombrado hijo adoptivo de la ciudad de Lucena por su gran labor en nuestro municipio. Tras el cierre de este hogar en 2010, el pasado año 2013 se ha instalado en él un comedor social atendido por hermanas Salesianas.
Por otro lado para atender a la población de la zona oeste de la ciudad, en el año 2011 se crea una nueva Parroquia que bajo la advocación de "La Sagrada Familia" tiene su sede, en principio provisional, en la iglesia del Valle.
La iglesia de Ntra. Sra del Valle, de no muy grandes dimensiones, consta de una sola nave con capillas laterales. La obra de arte más importante que se guarda allí es una extraordinaria talla de la Inmaculada, de escuela granadina, sin datar. Bastantes lienzos y otras esculturas, destaca en sobremanera a nivel devocional la imagen de Santa Marta, ante la cual todos los martes del año acuden cientos de lucentinos a pedir sus favores o a dar las gracias por los ya concedidos.

### Museos
Museo Arqueológico y Etnológico
Se encuentra ubicado en el Pasaje Cristo del Amor en el Castillo del Moral, edificio medieval y declarado Monumento Nacional. En él se muestra al visitante un recorrido temático por sus once salas que reflejan el devenir y la idiosincrasia de Lucena marcando sus señas históricas:
- Sala 1: La Evolución de la vida en la Tierra
- Sala 2: La Evolución física y cultural humana
- Sala 3 y 4: La Cueva del Ángel
- Sala 5: La Cerámica
- Sala 6: Sala Judía
- Sala 7: El mundo del Metal
- Sala 8: Mundo Ideológico
- Sala 9: La Topografía
- Sala 10: La ciudad de Lucena

Centro de Interpretación de Lucena
El Centro de Interpretación de Lucena es un espacio expositivo que alberga relevantes obras de la historia de la ciudad, se encuentra ubicado en el palacio de los condes de Santa Ana y fue inaugurado en 2011 con diez salas museísticas. En 2020 fue ampliado con dos nuevas salas, dedicadas a la temática cristiana y a la judía, respectivamente.
Centro de Interpretación de la Artesanía y Tradiciones
Ubicado en el edificio principal del Centro de Ocio y Turismo La Estación, situado en la antigua estación de ferrocarril de Lucena. Presenta una sala principal con expositores que reflejan las costumbre y tradiciones de Lucena como son: alfarería, bronce y orfebrería, vino, aceite, madera y fiestas y tradiciones. Junto a la sala principal se encuentra una sala de audiovisual en la que se puede ver un reportaje en él se refleja la historia de Lucena a través de sus tradiciones populares.
Casa-museo de la Virgen de Araceli

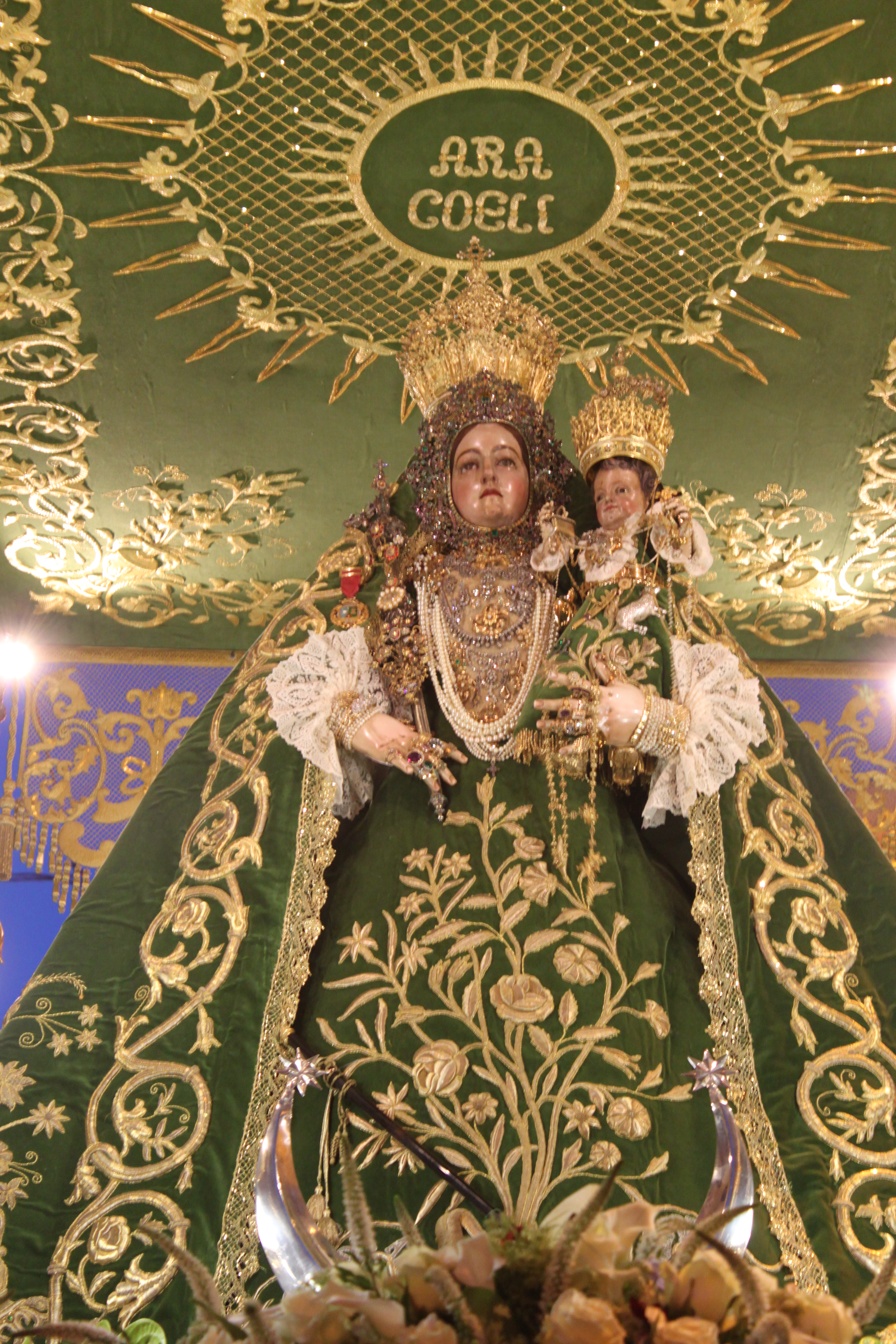
La Virgen de Araceli en la procesión de mayo

Ubicada en la c/ Maquedano es propiedad de la Fundación Obra Pía de Mª Stma. de Araceli. Es la sede social de la Real Archicofradía y lugar donde se exponen los enseres (mantos, vestidos, documentación, palios, tronos, etc.) de la Virgen.
Museo de la Automoción Antigua
Inaugurado el 16 de septiembre de 2007, está situado en el Hangar II del Centro de Ocio y Turismo la Estación. Está gestionado por la Asociación Andaluza de Vehículos Clásicos y el edificio comprende una exposición de vehículos clásicos, motos y miniaturas, así como una amplia exposición de trofeos y fotografías.
Los vehículos expuestos irán cambiando periódicamente cada trimestre, con motivo de la celebración del Mercado de Antigüedades y Recambios de la Automoción, que tiene lugar el primer domingo de cada trimestre. El motivo de que la exposición no sea fija es para dar a conocer todos los vehículos que poseen los socios de la Asociación.
Museo del Mueble
Se encuentra situado en el interior de la silla más grande del mundo. La silla es de madera maciza laminada de pino silvestre, mide 26 m de altura, que equivale a un edificio de 8 plantas, ocupa una superficie de 100 m cuadrados de planta y la superficie total del conjunto alcanza los 800 m². Se han utilizado aproximadamente unos 230 m³ de madera, con los que se podrían haber fabricado nueve mil doscientas sillas normales y el peso total de la silla oscila entre los 115 000 y 120 000 kg.
La silla en cuestión alberga en su interior un pequeño museo dedicado al sector del mueble en Lucena, en el que pueden contemplarse los muebles más representativos de algunas empresas, así como paneles con la historia y diversos datos de las más importantes.
En el centro del museo, presidiendo la sala, encontramos una mesa ovalada realizada con el mismo tipo de madera que la silla. Como elemento significativo se ha de destacar la existencia de un pergamino de 2 m de altura, en el que se cuenta la historia del mueble de Lucena.

### Patrimonio inmaterial

#### Festividades
Cabalgata de Reyes Magos
Celebrada el día 5 de enero y organizada por la Peña Amigos de los Magos. Destaca fundamentalmente por la gran cantidad de carrozas, ya que llegan a ser casi veinticuatro las participantes junto a cinco bandas de música y por la grandísima cantidad de caramelos que se reparten y la gran cantidad de juguetes y golosinas que lanzan sus majestades, especialmente en zonas claves como El Coso, "Vuelta de Santa Clara", "Las Cuatro Esquinas", la Plaza Nueva, entre otros.
Un día antes celebran las cabalgatas del barrio de Quiebracarretas y la del Cristo Marroquí y zona de Campo de Aras, ambas con mucha aceptación entre la ciudadanía.
La cabalgata de la ilusión del año 2013 contó con un total de veintiuna carrozas junto con 6 bandas de música (Herrera, Priego de Córdoba, Lucena, Montilla, Iznájar y Córdoba) y llegó a aglutinar a casi diez mil participantes disfrazados que hicieron las delicias de los más pequeños en todo su recorrido, convirtiendo a Lucena un año más en la cabalgata más grande de toda la provincia de Córdoba y una de las más espectaculares y vistosas de Andalucía.
Carnaval
Se desarrolla en febrero, de fecha variable, organizándose un concurso de chirigotas. En el mes de julio se celebra el Carnavaluc que es un festival donde participan agrupaciones carnavalescas de distintas provincias andaluzas, es habitual que participe una de las comparsas o chirigotas finalistas de los carnavales de Cádiz.
Feria del Valle
Originalmente era una feria de ganado. En el siglo XVII, consta que se celebraba feria en septiembre, libre de impuestos, pero alrededor de la festividad de San Mateo. Actualmente es más una feria de ocio, ofrece actividades lúdicas, culturales, folclóricas y religiosas, aunque en 2004 se recuperó, además, la feria del ganado. Asimismo, la Feria se da en el recinto ferial de nuestra localidad, ampliado hacia el sur a día de hoy.
La Feria Real en honor a la Virgen del Valle se realiza a primeros del mes de septiembre. Esta es la llamada "Feria Real" de Lucena ya que es en la que verdaderamente existen las casetas y la feria de día en la donde más de 30 casetas se encuentran ubicadas en el nuevo recinto ferial de la localidad. Durante estas fiestas, está el tradicional paseo a caballo al mediodía y la feria de ganado por la mañana, ya que por la noche el público se concentra en las casetas de la juventud y las de marcha en las que la música no para hasta la mañana siguiente. Durante las fiestas también se incluye la feria taurina en el fantástico coso de "Los Donceles" además de la procesión por las calles del pueblo de Ntra. Sra. del Valle. Las fiestas suelen durar alrededor de cinco días.
Semana Santa
De gran tradición, es muy especial la forma en que se llevan los pasos por las calles, denominada santería y son los santeros los que los hacen, llevados por un manijero. Los orígenes se encuentran en las cuadrillas de trabajadores del campo, que eran dirigidas por un capataz o manijero. Los señores encargaban a los capataces y manijeros que llevaran a su cuadrilla a sacar a los pasos. Hay diecisiete hermandades y cofradías y por sus calles a lo largo de la Semana Santa hacen estación de penitencia más de treinta y siete pasos.
Durante estos ocho días se pueden contemplar imágenes de gran valor artístico como la Virgen de las Angustias, conocida popularmente como "la Piedra", de Blas Molner, la Virgen de los Dolores "Servitas" atribuida al mismo autor valenciano, Jesús de la Humildad y la Virgen de los Dolores del Carmen, atribuidos con fundamento a Pedro de Mena Medrano, así como el grupo escultórico del Lavatorio del mismo imaginero, Jesús Amarrado a la Columna del inigualable Pedro Roldán, Jesús Caído atribuido a Risueño o la cabeza del Cristo del Amor que ya en el siglo XIX se atribuía al genial Alonso Cano.
Todo ello completado con enseres como las cruces de guía del Carmen y la Soledad, ambas en madera tallada y dorada. O la vara del mayordomo de esta última cofradía. Destacables son los pasos de Jesús Orando en el Huerto, Jesús de Medinaceli o el Cristo del Silencio así como el de La Columna por su gran tradición santera. Muy interesante es el diseño de las campanas o timbres de los pasos de la archicofradía del Carmen y los bordados de la cofradía de Jesús Nazareno en sus dos túnicas procesionales y en el conjunto del palio de la Virgen del Socorro. Otras piezas de relevancia serían el palio de la Esperanza, la cruz de plata de Jesús Nazareno, las coronas de la Virgen de los Dolores "Servitas", el ajuar de la Virgen de los Dolores del Carmen o las jarras y los candelabros de cola de la Soledad.
Procesiones infantiles
Se desarrollan el sábado posterior al Domingo de Resurrección. Destacan por los cientos de niños que, ataviados de santeros, procesionan multitud de pequeños pasos, a imitación de sus mayores. Desfile único en su categoría que visitan cientos de personas de la comarca.
Feria de San Francisco
Antiguamente conocida como "Feria de los Novios". Se celebra a principios de agosto. Tiene lugar una verbena en el propio barrio de San Francisco y continúa con feria en el recinto ferial.
Feria del transporte y automoción
Se celebra desde 1992, gracias al impulso de la Peña de San Cristóbal. Lucena se encuentra entre las ciudades europeas con más coches por habitante. Según el registro de vehículos de la Dirección General de Tráfico, a principios del siglo XXI había un total de veinte mil cuatrocientos vehículos[cita requerida].
Fiestas Aracelitanas

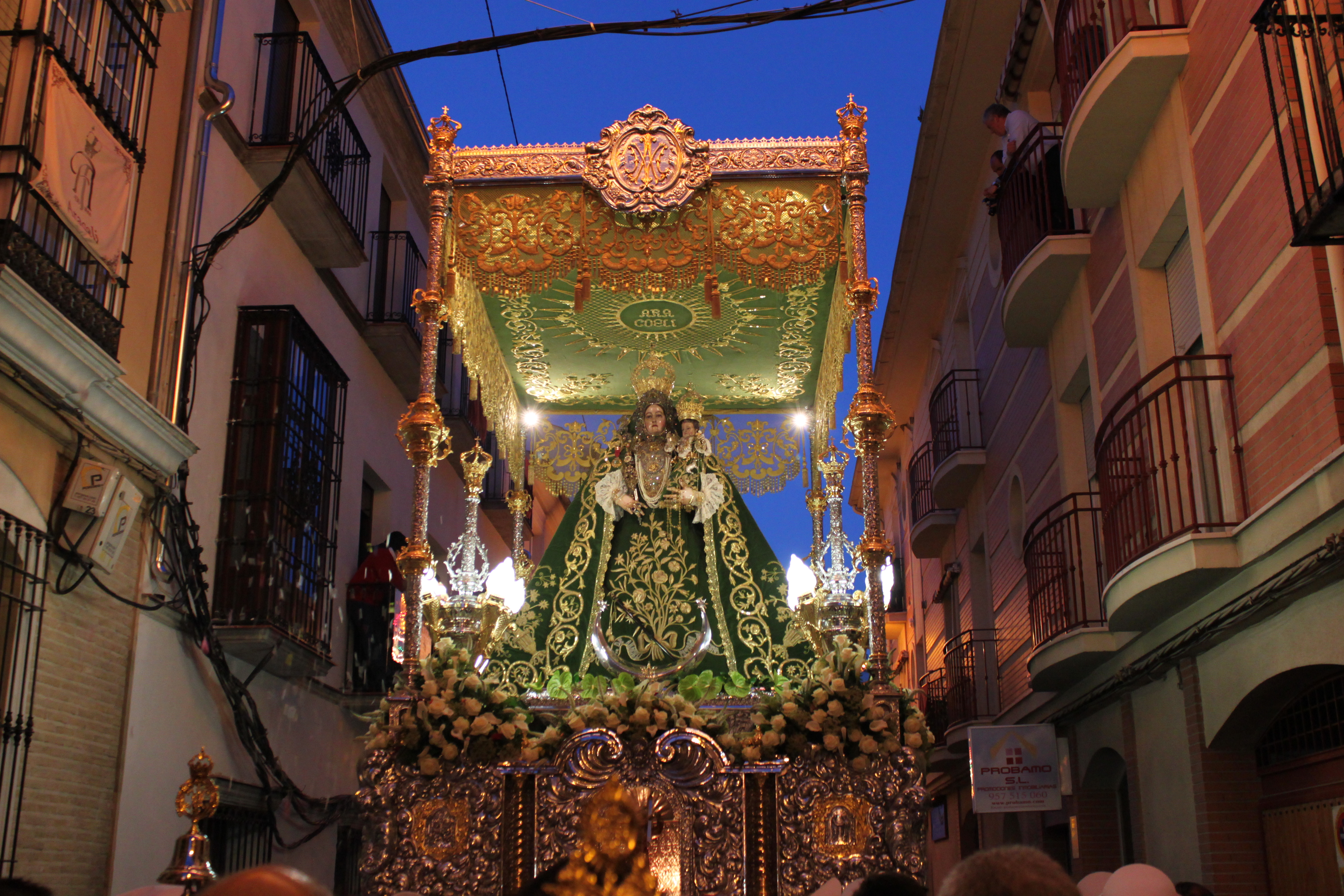
Procesión de la Virgen de Araceli el primer domingo de mayo

Las Fiestas en honor a la Virgen de Araceli patrona de Lucena y del Campo Andaluz tienen lugar el primer domingo de mayo, aunque en verdad las fiestas aracelitanas comienzan a mediados de abril (el penúltimo domingo) con la Romería de Bajada en la que la Virgen de Araceli baja desde su santuario en la Sierra de Aras a unos 6 km del pueblo hasta la iglesia de San Mateo situada en el centro de la ciudad.
En el primer fin de semana de mayo comienzan las verdaderas fiestas aracelitanas: el viernes se inician dichas fiestas con el típico pregón al que asisten principalmente el ayuntamiento de Lucena y las damas de honor junto con la Aracelitana Mayor.
El sábado tiene lugar a media tarde la ofrenda floral a María Santísima de Araceli a la que las distintas cofradías desfilan desde el Paseo de Rojas hasta el centro de la ciudad. Muchas van vestidas con el traje típico que está formado por una falda hasta la mitad de la rodilla y una chaqueta que hasta ahora era en color burdeos o verde botella pero que en los últimos años están presentando un montón de colores que van desde el verde pistacho hasta el azul.
Y por último llega el día en que muchos lucentinos salen a la calle para ver a su patrona desfilando por las calles de Lucena. La procesión suele tener comienzo a las ocho de la tarde y el trono de la Virgen es llevado por 36 santeros, que con mucho orgullo llevan sobre sus hombros a María Santísima de Araceli. A las once y media de la noche la Patrona de Lucena y del Campo Andaluz entra en la Plaza Nueva, y rozando la medianoche hace una llegada triunfal a la iglesia de San Mateo bajo un cielo cubierto de fuegos artificiales que iluminan la noche con colores alegres mientras algunos derraman lágrimas por la emoción que les produce ver a su Virgen.
El domingo siguiente al primer domingo de mayo, se produce el devoto besamanos a María Santísima de Araceli, donde todo el que quiera puede besar la mano de su patrona; y el primer domingo de junio se celebra la Romería de Subida en la que los lucentinos acompañan a la Virgen de Araceli hasta la que es su casa excepto en los meses en la que nos visita.
También hay que mencionar que estas fiestas están declaradas Fiestas de Interés Turístico Nacional en España y que la virgen de Araceli tiene hermandades filiales en las ciudades de Écija, Córdoba, Málaga, Sevilla, Madrid, y Almería.

#### Festivales
Festival Internacional de Jazz Ciudad de Lucena
La fecha es variable, aunque se suele celebrar entre mayo y junio. De gran importancia, ya que a él acuden grandes estrellas del jazz.
Festival de Música Arte y Cultura "Selpia" en Las Navas del Selpillar
Se celebra en la pedanía de Las Navas del Selpillar el último fin de semana de junio, su primera edición fue el 30 de junio de 2012. Es un festival donde jóvenes artistas, de la provincia de Córdoba y Andalucía en general, hacen muestra de su arte en cualquier disciplina (música, baile, circo, artesanías, artes plásticas...) todo ello de forma gratuita. Con este festival se crea una jornada de convivencia entre jóvenes de distintos municipios de toda la provincia y Andalucía.
Feria de la Tapa y Encuentro de Bandas de Calle
Se suele celebrar entre los meses de mayo y junio, siendo su fecha movible. Se celebró por primera ver en el año 2004, en la Plaza Nueva, con idea de fomentar la gastronomía típica lucentina. Actualmente se celebra en la Plaza del Coso, con la participación de algunos establecimientos locales del sector de la restauración. El evento se ve engrandecido por el importante número de establecimientos participantes.
Festival Viruta Rock
Su primera edición tuvo lugar en el año 1999, es un festival dirigido principalmente al público joven y que toma su nombre por ser el sector de la madera un claro identificador de la ciudad de Lucena. Se celebra en julio (fecha variable). Las actuaciones las llevan a cabo grupos locales, figuras musicales de primera fila y grupos que están comenzando su andadura. Se ha celebrado entre otros lugares en la Plaza de Toros de Lucena.

#### Ruta Subbética
Organizada por el Vespa Club de Lucena, se trata de una de las mayores concentraciones de Vespas, Lambrettas y scooters clásicas de España, se celebra el primer fin de semana de octubre. El viernes por la tarde-noche suele haber un concierto en una plaza de Lucena abierto para todo el mundo, con una pequeña ruta con subida al santuario de la sierra de Aras previamente. El sábado siguiente tiene lugar la ruta propiamente dicha que cada año es distinta al anterior y suele visitar uno de los municipios de la comarca de la Subbética. Es un evento turístico, no competitivo, plenamente lúdico. Tras la ruta, tiene lugar el almuerzo de convivencia, en el que se hace entrega de premios y distinciones a los asistentes, y a las 17:30 en punto se sortea una vespa.

### Gastronomía
Sin duda Lucena desde muchos años atrás se caracteriza por su típica y tradicional cocina. De sus platos, muchos de ellos se han perdido, pero hay constancia de ellos gracias a escritos, cursos y jornadas gastronómicas que se realizan a lo largo de todo el año.
Algunos platos típicos son: Naranjas picadas con bacalao y en aceite, bolos lucentinos, albóndigas de boquerones, pestiños, sopaipas, gachas de café, papas en paseo, joyo, papas en ajopollo, chomino, gajorros, roña de habicholones,...
También tienen muy buena fama su gran repostería con dulces como los pestiños, las sopaipas, las alegrías y gran cantidad de productos.

### Deporte
Lucena cuenta como principal baza deportiva con el Ciudad de Lucena, equipo de fútbol que milita en Tercera División, en el grupo X.